# Allmänmedicin
Allmänmedicin ett kliniskt område som med primärvården som bas ansvarar för att tillhandahålla den initiala vården utanför sjukhus både hos enskilda patienter och i en avgränsad befolkning, samt att vid behov hänvisa patienter vidare. 
En specialist i allmänmedicin (allmänläkare) arbetar ofta som husläkare, distriktsläkare eller familjeläkare. Läkaren ansvarar för att bedöma patientens allmänna hälsotillstånd, göra utredningar, ställa diagnos och behandla allt från enklare åkommor till svårare och kroniska sjukdomar. Om läkaren bedömer att patientens tillstånd kräver utredning eller behandling hos en annan specialistläkare, får patienten hjälp att komma till specialistsjukvården, eller med ett annat ord sekundärvård.